# Buenavista Tomatlán

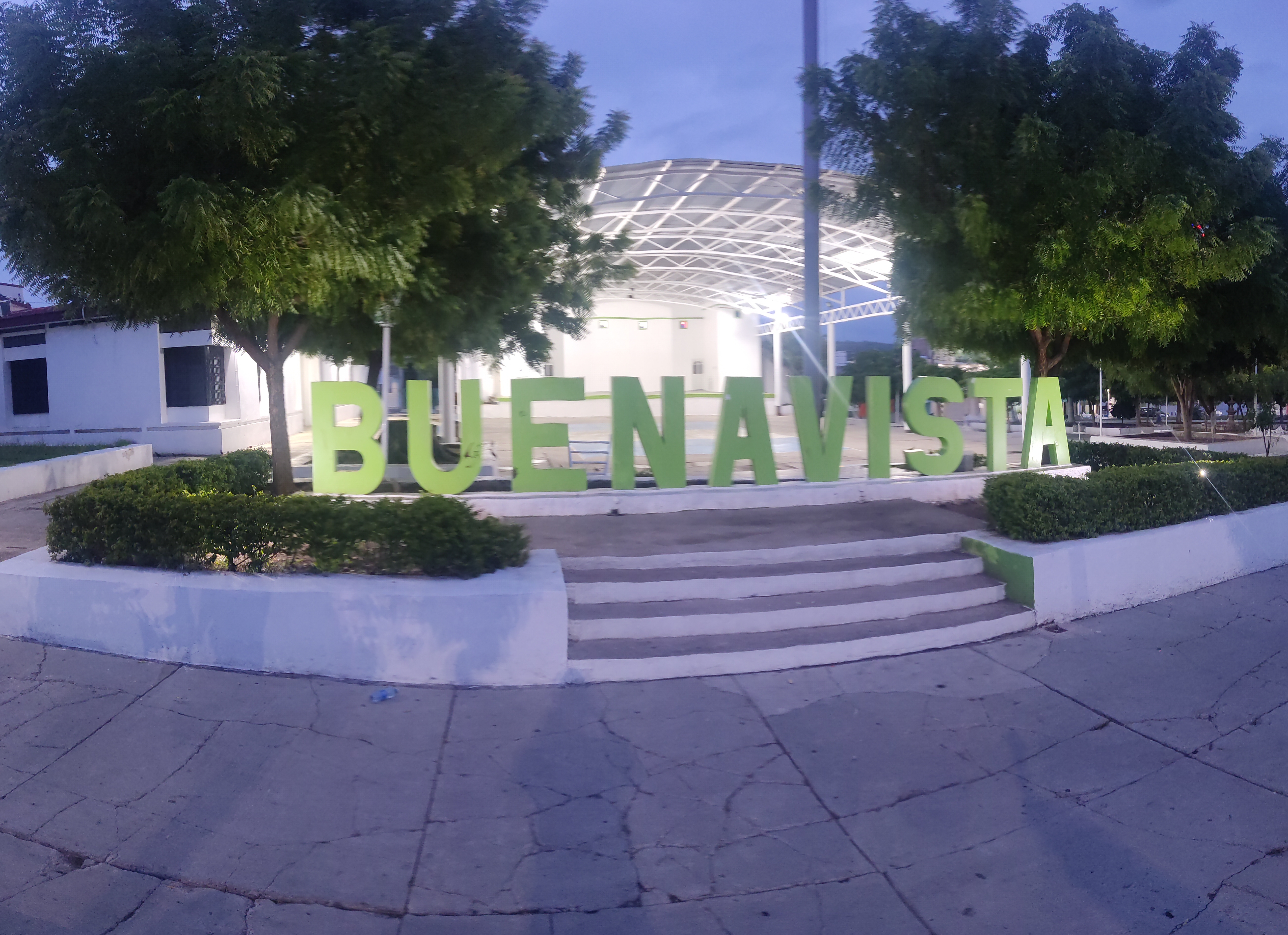
Jardín central de Buenavista Tomatlán.

Buenavista Tomatlán es una localidad situada en el estado de Michoacán, México. Es la cabecera municipal de Buenavista, municipio ubicado en la región Tierra Caliente del estado de Michoacán.

## Historia
El origen del vocablo “Tomatlán”, que acompaña el nombre de Buenavista. Tomatlán procede del náhuatl “tomatl”, que significa “tomate” y la terminación “tlán”, significa “lugar”, por lo que Tomatlán significa “lugar o valle de los tomates” y le pusieron así los aztecas por la abundancia de esa frutilla silvestre que se daba en estos lugares.
La historia de los primeros pobladores que se asentaron en la llanura de Tomatlán es desconocida, porque nadie tomó cuidado de recoger las tradiciones que debieron existir y los pocos datos recogidos por la iglesia del lugar, se perdieron durante la Revolución Cristera en la que fueron quemados los archivos de la parroquia. Todo hace suponer que fueron los aztecas quienes fundaron el poblado a mediados del siglo XIV una vez estabilizado el imperio, se dieron a la tarea de expandir el imperio sojuzgando a las tribus vecinas, encontraron feroz resistencia por parte de los tarascos establecidos en la altiplanicie michoacana, a quienes nunca lograron vencer. Fue por ello que rodeando el imperio Purépecha, los aztecas formaron el llamado “Corredor Cultural del Occidente de Michoacán”, llamado también por algunas gentes “La Ruta de la Sal”, al haber localizado las salinas de Colima. A mediados del siglo XV, cuando los tarascos atacaron poblados aztecas del occidente de Michoacán, los cuales fueron invadidos por tribus tarascas de Huanimban, creando muchos poblados y haciendas entre ellas Tomatlán. 
Fue hasta principios del siglo XIX que Tomatlán fue abandonado por causa de una peste tan mortífera que los cadáveres eran acarreados en carreteras y enterrados en grandes zanjas sin distinción alguna; la gente se retiró y se fueron a localidades cercanas como Corral de Piedra y Pueblo Viejo. Tiempo después trataron de reinstalar el poblado, pero teniendo temores con respecto a la peste, no lo hicieron en el mismo lugar, sino que buscaron otro que fuera accesible de riego con el caudal del río y al llegar al lugar definitivo, alguien dijo: “aquí si tiene buena vista”, por lo que allí lo reinstalaron acuñando la expresión “Buenavista” como nuevo nombre, agregando Tomatlán para indicar que se trataba de los mismos pobladores que abandonaron la ubicación de Tomatlán años antes. 
En el año de 1831 ya establecido el pueblo de Buenavista Tomatlán es designado tenencia de Apatzingán al ser ascendida esta última a Cabecera Municipal. La parroquia de Buenavista fue creada en el año de 1880, cuando el párroco de la parroquia de la comunidad de Santa Anna Amatlán tuvo unos conflictos hacia la misma gente de esa comunidad, este decidió trasladar la parroquia a Buenavista con el apoyo del Obispo de Zamora quien era en ese año el señor Baltazar de Covarrubias y Muñoz. Pero la fecha más importante de la comunidad de Buenavista Tomatlán llega el 5 de diciembre de 1927 por decreto del Congreso del Estado se llevó a cabo la elevación del territorio de Tomatlán a la categoría de  “Municipio”, cediendo territorio los municipios de Tancítaro y Apatzingán, y designando de Cabecera Municipal al pueblo de Buenavista llevando el nombre oficial el municipio de “Buenavista Tomatlán, Michoacán”. Actualmente Buenavista Tomatlán es la comunidad más poblada del municipio, y recupera ese lugar que había perdido hace más de 20 años por la comunidad de Felipe Carrillo Puerto “La Ruana”, según datos del censo 2010 INEGI.

## Geografía

### Localización
Se localiza al oeste del Estado, en las coordenadas 19º12’ de latitud norte y 102º35’ de longitud oeste, a una altitud de 450 metros sobre el nivel del mar. Su distancia a la capital del Estado es de 156 km.

### Clima
Su clima es tropical y seco estepario con lluvias en verano, entre los meses de mayo a noviembre, éstos siendo los meses dentro de la temporada de lluvias que menos precipitación registran, al contrario, los meses de junio a septiembre son los meses con mayores precipitaciones, se tiene una precipitación pluvial anual de 745.2 milímetros en promedio, afectado enormemente por los impactos de huracanes en la costa del estado, lo que afecta la cantidad de lluvia percibida, y temperaturas que oscilan de los 14 a 38 grados centígrados, siendo noviembre, enero, diciembre y febrero los meses más frescos en comparación con los meses restantes, que registran temperaturas mínimas de 20 a 23 grados y máximas de entre 34 y 38 grados respectivamente.

## Demografía
Según datos del Instituto Nacional de Estadística y Geografía en el Censo General de Población y Vivienda de 2020 Buenavista Tomatlán cuenta con una población de 27,291 habitantes de los cuales 6,143 son hombres y 6,119 son mujeres. Por su población es la 40° localidad más poblada de Michoacán.

### Población de Buenavista Tomatlán 1910-2020[4]
| Gráfica de evolución demográfica de Buenavista Tomatlán entre 1910 y 2020                         |
|                                                                                                   |
| Población de los censos del Instituto Nacional de Estadística y Geografía (INEGI) de 1910 a 2020. |

## Religión
La mayor parte de la comunidad es católica, ya que se encuentra en el pueblo 8 capillas, 1 Templo siendo la casa de la Virgen de Guadalupe y la Parroquia que es la casa del santo patrono Sagrado Corazón de Jesús. Aparte de la religión católica también existen otras religiones como la Iglesia Apostólica de la Fe en Cristo Jesús (Cristiana), Testigos de Jehová, Evangélica, Pentecostales, entre otros.

## Educación
La educación en la comunidad es buena más del 97% de la comunidad sabe leer y escribir. Actualmente la comunidad cuenta con 4 jardines de niños, 4 primarias, 1 primaria turno vespertino, 2 secundarias, 2 escuelas de nivel medio superior y una universidad privada:
- Jardín de Niños “María Montessori”
- Jardín de Niños “Mariano Michelena”
- Jardín de Niños “Frank Liz”
- Jardín de Niños “Lupita Manzo”
- Escuela Primaria “José María Morelos y Pavón” Matutino
- Escuela Primaria “José María Morelos y Pavón” Vespertino
- Escuela Primaria “Doroteo Arango”
- Escuela Primaria “Lázaro Cárdenas del Río”
- Escuela Particular Primaria “Crispina González”
- Secundaria Federal “Melchor Ocampo”
- Secundaria Particular Instituto del Valle
- Colegio de Bachilleres Plantel Buenavista
- Preparatoria “José Hernández Valencia”

Anteriormente existía una escuela secundaria particular y una escuela de nivel superior que tenía como carrera la de Contador Privado y Secretariado.
- Secundaria Particular “Sor Juana Inés de la Cruz”
- Escuela Comercial “Aurelio Zepeda”

La Casa de la Cultura un gran aporte para la comunidad donde se encontramos talleres para enriquecer nuestra cultura y educación. Hay una biblioteca pública que cuenta con una gran dotación de libros y enciclopedias. o una escuela para niños que tienen necesidades educativas especiales.
En octubre del 2018, surge una nueva oferta educativa, en el municipio con una escuela especializada: Instituto de Formación Integral: donde se imparten cursos, talleres y diplomados.

## Salud
La localidad cuenta con una buena protección ya que cuenta con muy buena cobertura de salud, cuenta con: 
- Centro de Salud de la Secretaría de Salubridad y Asistencia. (SSA)
- Unidad Médica Familiar del IMSS.
- Hospital Rural de Oportunidades del IMSS (creando en el 2010), que da servicio médico a los habitantes de los municipios como Buenavista, Tepalcatepec, Tancítaro, Aguililla, Coalcomán y comunidades del Estado de Jalisco.
- Clínica “Del Carmen”.
- Clínica “Star Medica”
- Clínica Dr. Luis Pardo.
- Clínica Dr. Ignacio Aguilar
- Consultorio médico "San Martín"

También el pueblo cuenta con doctores parteros, dentistas y pediatras titulados que tienen sus consultorios, además de contar con varias farmacias que tienen los medicamentos necesarios para el pueblo. Se encuentra tres laboratorios clínicos: 
- Laboratorio clínico “Méndez”
- Laboratorio clínico “Fleming”
- Laboratorio clínico “Jawits”

Existe una clínica llamada CRREA AC. en ayuda a las personas que tienen grandes problemas de adicción a las drogas y alcohol.

## Deportes
La comunidad cuenta con una Unidad Deportiva la cual incluye canchas de Basquetbol, espacio recreativo para niños, baños, además de una cancha de Fútbol que incluye las medidas reglamentarias y con un aforo para 500 personas, además de estar rodeada de una cancha de atletismo que cumple con las medidas establecidas. 
También cuenta con un pequeño estadio llamado “Álvaro Zetina” de un aforo 500 personas donde es la casa del equipo local del pueblo. Alrededor del pueblo hay lugares recreativos y canchas de fútbol, futbol rápido, voleibol y de basquetbol.

## Comercio y servicios
La comunidad cuenta con un pequeño mercado ubicado en el centro, además de supermercados que dan abasto a toda la población y a pueblos cercanos, y los sábados se ubica en la calle Lázaro Cárdenas el tianguis. 
Este pueblo tiene un gran comercio donde podrán encontrar papelerías, ferreterías, abarrotes, tiendas de celulares de Telcel y Movistar, cibercafés, llanteras, materiales para construcción, súper y mini súper, farmacias, pastelerías, tortillerías, boutiques, tiendas de ropa, ópticas, mueblerías, fábricas de muebles, viveros, cenadurías, taquerías, depósitos de vinos y licores, autoservicios, paleterías, loncherías, funerarias, foto estudios, carnicerías y varios negocios de diferentes tipos.

### Bancos
- BBVA Bancomer
- Banco Azteca
- BANSEFI
- Alianza

### Líneas de autobuses
- Ruta Paraíso
- Purhépechas
- Parhikuni
- Línea Plus
- Transportes Tancítaro.

Gracias a estas líneas se pueden llegar a diferentes destinos como Morelia, Apatzingán, Uruapan, Coalcomán, Tecomán, Pátzcuaro, Colima, Guadalajara, Zamora, Los Reyes, Cuatro Caminos, Tepalcatepec, Huetamo, entre otros destinos.

### Industrias y empresas
- Empacadora de Limón “Díaz”
- Empacadora de Limón “Aguiñaga”
- Empacadora de Limón “Gómez” * Empacadora de Limón “Aguiñaga 2”
- Planta Extractora de Aceite de Limón.
- Huarachería “Equihua”
- Empresa de Internet “MARPAT” * Depósito de la PEPSI
- Balneario “El Encanto”
- Tostaderia “Tomatlán”
- Tortillería "La Moderna"
- Totopos y tostadas “Lolita”
- Agua Purificadora “Coral de Buenavista”
- Agua Purificadora “Tomatlán”
- Super Farmacia San Martín 2
- Quesería “Nuñez”
- Cremeria “Nuñez”
- Queseria “Miranda“
- Maquinarias “Adrian Rodríguez“

Con las empacadoras de limón se lleva esta agria fruta a lugares como las ciudades de León, Guanajuato, Monterrey, Aguascalientes, Guadalajara, Morelia, Toluca, Ciudad de México, entre otros. El limón que no sirva se dirige a la Planta extractora de aceite de limón, otra industria que aprovecha el fruto. La fábrica de huaraches del pueblo surte a gran parte de la región, la empresa de internet MARPAT tiene amplia cobertura en los municipios de Buenavista, Apatzingán, Tancítaro, Aguililla y Jalisco, llevando el internet a comunidades marginadas. Las tostaderias que existen en la comunidad surten a gran parte de los municipios del Occidente del estado. El Balneario una empresa de las más importantes de la región en este tipo, mientras el depósitode la PEPSI surte a todo el municipio. La fábrica de cajas de madera que provee a las empacadoras de la región y las purificadoras que venden agua embotellada y garrafones de 20 litros.

### Otros servicios
- Presidencia Municipal
- DICONSA
- Sanidad Vegetal
- Correos de México
- Registro Civil
- OOAPAS
- Procuraduría General de Justicia del Estado de Michoacán
- Notaria Pública N.º 174
- Secretaría de Seguridad Pública
- Inspección de Policía
- PROTECCIÓN CIVIL 453-133-71-57 Y 453-101-90-79
- SERVICIO DE AMBULANCIA

## Turismo y gastronomía
En el pueblo de Buenavista existen lugares muy interesantes como en lo arqueológico en el cerro de Tomatlán se encuentra la cueva de las Curucas con pinturas rupestres y vestigios de pueblos muy antiguos; además de la Hacienda el Nacimiento creada hace más de 200 años con sus acueductos que llevaban el agua para el riego de sus cultivos.  

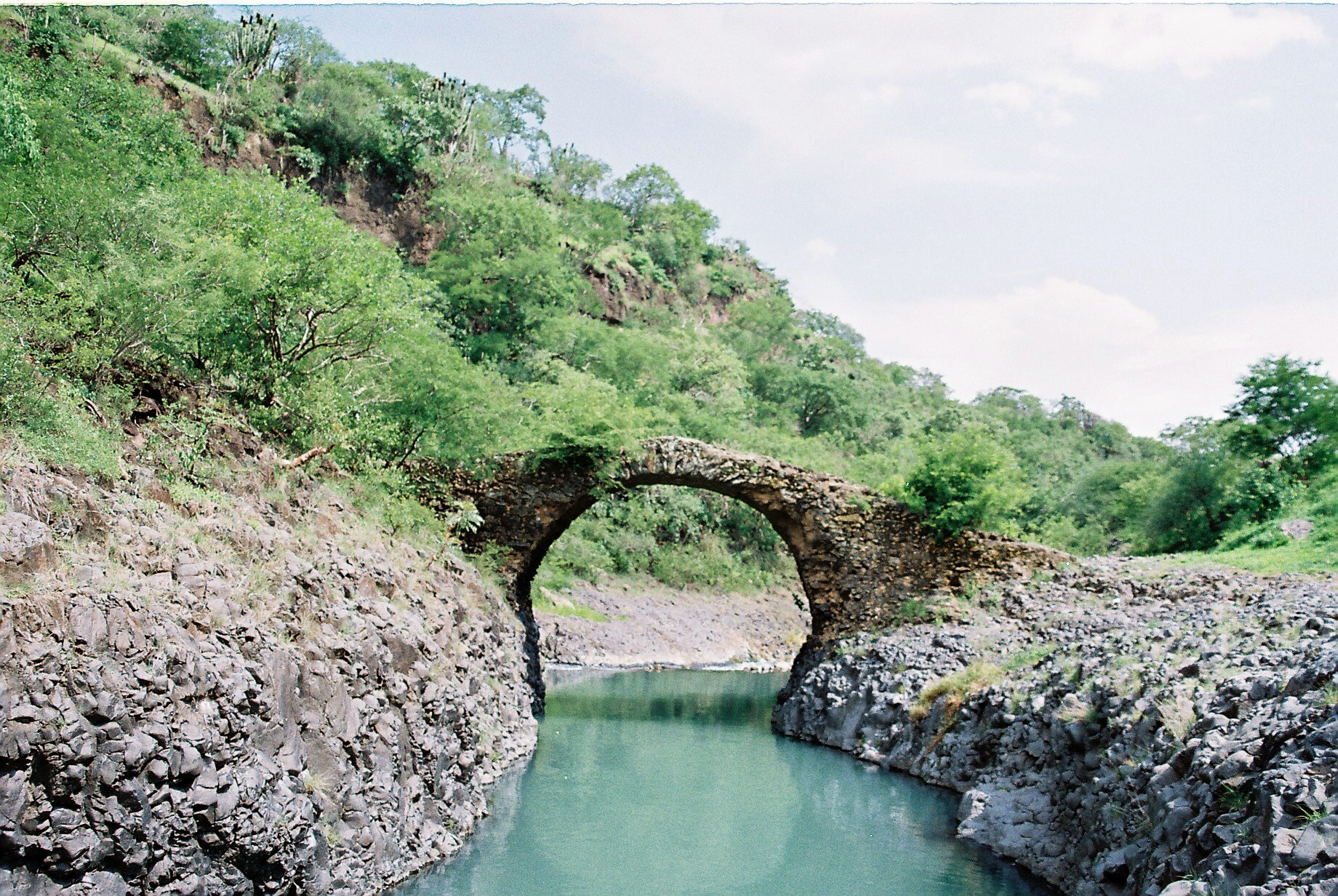

Buenavista es un pueblo muy rico en agua ya que cuenta con varios ríos y ojos de agua, en las temporadas del calor estos son los lugares perfectos para refrescarse: el río de Buenavista, el Puente del Diablo donde nace el agua a unos 100 metros, la Cascada natural del Salto con un bello estanque para bañar. El Balneario “El Encanto” es unos de los principales balnearios de la región; cuenta con una área de albercas para niños, una alberca de Olas, una alberca de 2 niveles de profundidad que tiene dos trampolines, otras albercas medianas y chicas para niños y una alberca grande que tiene toboganes de varias alturas, también cuenta con una tienda, souvenir, grandes áreas verdes, juegos infantiles, cancha de voleibol y futbol, restaurante, salón grande para fiestas, regaderas, baños amplios ubicados en dos partes del balneario, amplios espacios con asadores y amplio estacionamiento.
Las Posadas navideñas en los últimos años han tenido un crecimiento importante y el interés de otras ciudades vecinas, del 16 al 23 de diciembre de cada año se realizan las posadas por diversas calles del pueblo donde primero se hace una representación y cuando termina las representaciones se encuentran preparadas las bandas, sonidos y juegos mecánicos, para continuar con la posada. La Feria del Limón otro evento muy importante y no solo de Buenavista sino de todo el municipio, este evento se realiza ya terminada las posadas navideñas, donde hay eventos todo el día, podemos encontrar exposiciones de diferentes temas, bailables y grupos en el teatro del pueblo, la rica gastronomía del pueblo, juegos para niños y mecánicos, stands ofreciendo varios productos, eventos importantes en el auditorio municipal, grupos musicales y el último día el castillo y fuegos artificiales.

### Gastronomía
En la gastronomía del pueblo se puede observar la rica “Morisqueta” platillo típico de la región elaborado con arroz, unos frijoles caldudos y un chile guisado de jitomate con queso y también si no quiere queso se le puede cambiar por carne de res, puerco o chorizo. A este platillo se le puede acompañar con unos ricos tacos dorados o enchiladas con su salsa dulce o salada.

## Tradiciones y costumbres

### Fiesta del Sagrado Corazón de Jesús
Es la fiesta Patronal, pues a él está dedicado el Templo Parroquial, cada año se le hace su fiesta, se arregla con bonitos cordeles la calle principal hacia la parroquia, celebrando también las primeras comuniones de los niños que terminaron su catequesis. En la noche se trae un grupo para ambientar el día, se realiza una kermes con los platillos principales de la región y se quema un castillo y la gente disfruta del ambiente dando la vuelta en la antigua plaza.

### Fiestas Septembrinas
Las fiestas del mes de septiembre en el pueblo son los días 15 y 16 de dicho mes. Se empieza el 15 con un desfile en la noche donde las personas que desfilan van con antorchas representando el inicio de la guerra de independencia, se llega a la plaza municipal donde el presidente municipal da el grito de Dolores y después empieza el ambiente en la plaza con los tradicionales toritos. Al día siguiente se realiza un acto cívico conmemorando el día de la Independencia de México y después el desfile donde participan todas Instituciones educativas. En la tarde se hace una charreada en la plaza de toros del pueblo donde se trae a un cantante. 

### Fiestas del mes de diciembre
El mes de diciembre es el mes en donde la comunidad vive un gran tiempo de fiesta. El 5 de diciembre es la fecha más importante del municipio porque es el aniversario de la elevación de Buenavista a municipio, donde se hace un gran desfile de todas las instituciones del municipio, además se invitan a la comunidad de Apatzingán a participar en el desfile, terminado dicho desfile se hace un acto cívico y eventos en el teatro del pueblo. El 12 de diciembre se le hace una gran fiesta a la Virgen de Guadalupe quien tiene también su templo en el centro del pueblo, habiendo varias misas y un gran kermes que dura gran parte del día, habiendo eventos musicales y bailables. Las Posadas Navideñas se celebran del 16 al 23 de diciembre siendo ya una tradición de muchos años, es de gran atracción para muchas personas de otras comunidades, ya que con el paso del tiempo la gente ya no le tiene el respeto que se debe tener a estas fechas. El día 24, la gente se reúne con sus seres queridos para esperar la llegada de Navidad. El día 25 y 26 de diciembre se trae grupos musicales en la plaza donde la gente puede disfrutar y un cantante a la plaza de toros. A partir de Navidad empieza la Feria del Limón en la Unidad Deportiva de la comunidad, donde se encuentra exposiciones, gastronomía, stand, puestos que ofrece varios productos, juegos mecánicos, bailables, concursos y grupos musicales, finalizando con un castillo y fuegos artificiales. El día 31 de diciembre la gente se vuelve a reunir con sus seres queridos para esperar la llegada del año nuevo y terminando un mes lleno de alegrías y festejos.

## Fechas importantes
- 21 de marzo: Desfile de la Primavera.
- Junio: Fiesta del Santo Patrono Sagrado Corazón de Jesús.
- 15 de septiembre: Desfile Nocturno de la Independencia y Grito de Dolores.
- 16 de septiembre: Desfile de la Independencia.
- 1 y 2 de noviembre: Día de Muertos y Exposición de Altares.
- 20 de noviembre: Desfile de la Revolución Mexicana.
- 5 de diciembre: Aniversario del Municipio y desfile.
- 12 de diciembre Fiesta a la Virgen de Guadalupe.
- 16-24 de diciembre: Posadas Navideñas.
- Diciembre: Feria del Limón

## Agricultura y ganadería

### Agricultura
En el pueblo de Buenavista Tomatlán Michoacán México rico en agricultura, ya que cuenta con terrenos planos, tierras negras de gran calidad, regadas por abundantes aguas procedentes de los mantos acuíferos subterráneos y manantiales que afloran a la superficie. Gracias a las tierras fértiles que tiene la región donde se ubica la comunidad de Buenavista, podemos disponer de muchos cultivos entre los más importantes son: Limón, papaya, toronja, naranja, mango, maíz, chile verde, jitomate, tomate, carambolo, melón, pepino, lima, chile serrano, sorgo, entre muchas frutas más. Cabe destacar que el municipio de Buenavista Tomatlán tiene en primer lugar a nivel nacional e internacional en producción de limón y en número de hectáreas plantadas de esta fruta. Actualmente se le está dando mucho impulso a la producción de papaya.

### Ganadería
La ganadería en el pueblo no es de mucho interés solo la cría de vacas y la actividad porcina.